# Alexander Peter Eduard von Buxhoeveden

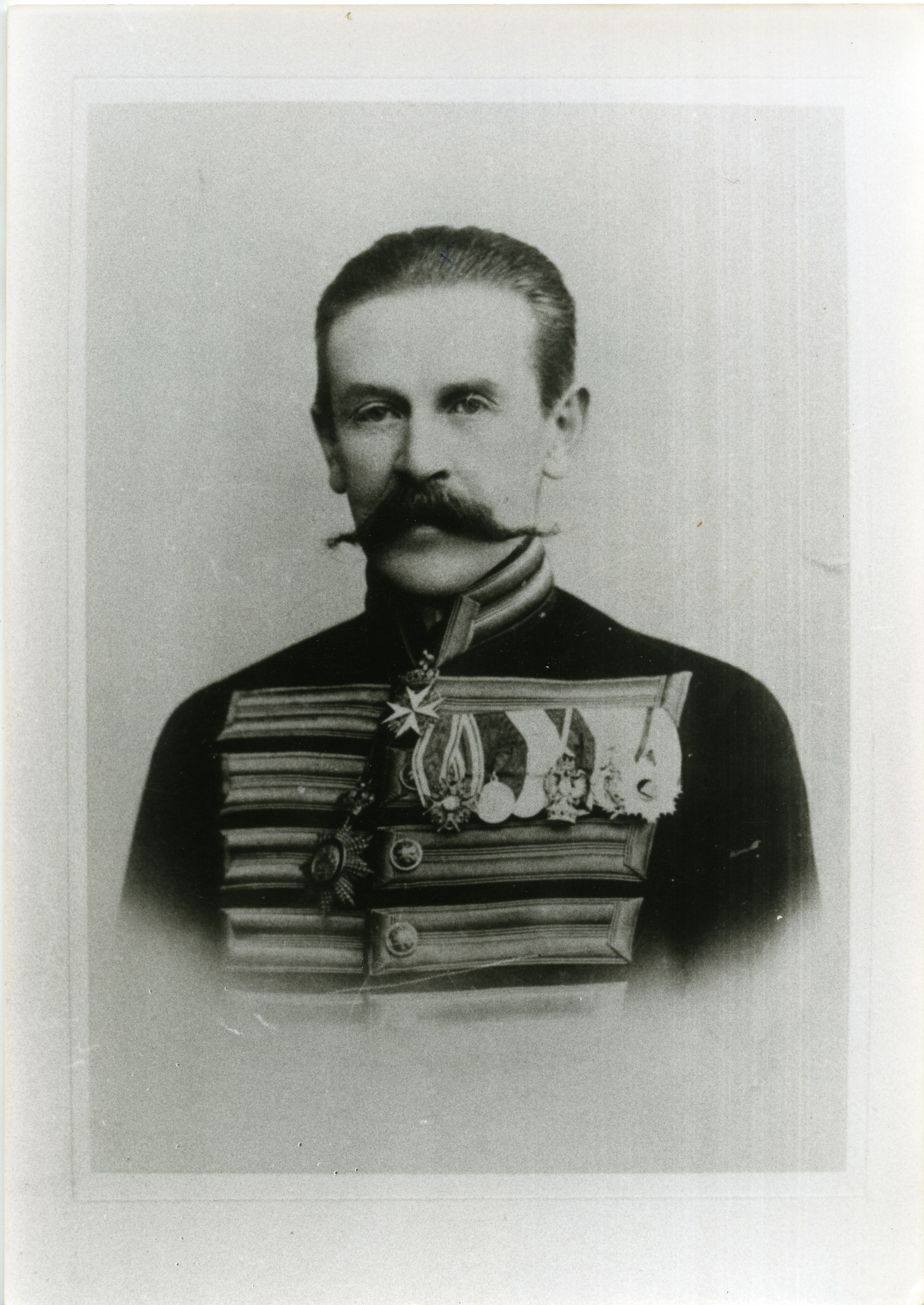
Alexander von Buxhoeveden

Baron Alexander Peter Eduard „Axel“ von Buxhoeveden (* 9.jul. / 21. April 1856greg. in Arensburg; † (ermordet) 16. Februar 1919 in Kuiwast auf Moon) war ein deutsch-baltischer Freiherr, Landespolitiker und Landmarschall. Er war Gutsbesitzer von Kuiwast, Magnusdahl und Peddast auf Moon, Wexholm auf Ösel und Heimar in Estland. Er war Rechtsritter des Johanniterordens.

## Leben

### Herkunft und Familie
Alexander Peter Eduard von Buxhoeveden stammte aus der alt eingesessenen Adelsfamilie der von Buxhoeveden, deren Existenz in Estland seit dem 14. Jahrhundert nachgewiesen ist. Sein Familienzweig kam aus dem „Haus III. Kuiwast-Murratz“, sein Großvater war der Landmarschall Peter Wilhelm von Buxhoeveden (1789–1841). Sein Vater war der Landrat und Präses des öselschen Konsistoriums Arthur Adolf von Buxhoeveden (1821–1874), der mit Adelheid von Hoyningen-Huene (1827–1907) verheiratet war. Alexander Peter heiratete 1884 in Sankt Petersburg die Schriftstellerin Charlotte von Siemens (1858–1922), ihre Nachkommen waren:
- Margarethe (Daisy) von Buxhoeveden (1885–1962) ⚭ 1907 Lothar von Dewitz (1875–1935)
- Katharina (Kitty) von Buxhoeveden (1887–1938)

⚭ 1910 Gustav von Pahlen (1883–1914), gefallen
⚭ 1919 Oscar von Dewitz (1885–1969)
- Filicitas (Fairy) von Buxhoeveden (1892–1945)

⚭ 1914 Benjamin von Schilling (1885–1915), gefallen
⚭ 1919 Hans-Georg von Seidel (1891–1955)
- Marilott Anna von Buxhoeveden (1896–1911)
- Karl Otto von Buxhoeveden (* 1900)

### Werdegang
Er studierte 1873 an der Kaiserlichen Universität Dorpat Rechtswissenschaften. Danach ging er nach Sankt Petersburg und wurde Beamter für besondere Aufträge beim Minister des Inneren. 1890 trat er als Ehrenritter dem Johanniterorden bei und wurde dort 1896, u. a. zusammen mit Ferdinand von Zeppelin, Rechtsritter. Von 1891 bis 1906 war er Öselscher Landrat und von 1906 bis 1919 Öselscher Landmarschall. 1906 war er Abgesandter für Ösel zum Baltischen Konseil 1918 wurde er Mitglied im Baltischen Landrat in Riga, dann Staatsrat und letztlich war er Kammerherr und Jägermeister am Hof des russischen Zaren. Er kam während des Aufstandes von Saaremaa ums Leben.